# 中国三大奇書
中国三大奇書（ちゅうごくさんだいきしょ）とは、明代の中国文学名作である『水滸伝』『三国志演義』『西遊記』の三作を指す呼称。但し『水滸伝』『西遊記』『金瓶梅』の三作を指すこともある。
「四大奇書」より『金瓶梅』を除いたものとなる。ただし、明代末期に提唱された四大奇書と違い、本呼称の原典は明確ではない（日本における造語とも考えられる）。